# Мечеть Эль-Умма
Мечеть Эль-Умма (араб. مسجد الأمة‎) — мечеть в столице Алжира, городе Алжир.

## История
30 ноября 1936 года жители района Болоин обратились к исламскому проповеднику и теологу Таибу эль-Якуби с просьбой об обучении жителей района исламу и арабскому языку. Ассоциации алжирских мусульманских ученых в которую входил Таиб эль-Якуби, приняла решение об строительстве мечети в саду французского колониста Жана-Шарля Гилберта.
Строительство мечети Эль-Умма началось в 1945 году. Проектированием здания мечети занимался алжирский архитектор Абдурахман Бочума. Строительство было завершено в 1951 году. Мечеть Эль-Умма была первой мечетью построенной в Алжире после захвата этой страны французами в 1847 году. В 1975 и 1982 году мечеть была перестроена.

## Описание
Мечеть построенная в стиле Альморавидов. В 1975 зданием мечети было расширено. В 1982 году мечеть вновь была достроена, на её территории было открыто медресе.